# Nikola Uzunović
Nikola Uzunović (Niš, 3 maggio 1873 – Belgrado, 19 luglio 1954) è stato un politico jugoslavo.
È stato Primo ministro della Jugoslavia dall'aprile 1926 all'aprile 1927, durante il Regno dei Serbi, Croati e Sloveni, e poi nuovamente dal gennaio 1934 al dicembre dello stesso anno, durante il Regno di Jugoslavia.